# M.G. Schenk
Magdalena (Lenie) Geertruida Schenk, ook bekend als dra. M.G. Schenk (Rotterdam, 16 januari 1907 – Amsterdam, 8 augustus 1991) was een Nederlandse journaliste, redactrice, schrijfster, vertaalster en verzetsvrouw. Ze is vooral bekend door haar publicaties over het koninklijk huis.

## Levensloop
Ze werd geboren in Rotterdam in een Nederlands-hervormd gezin. Haar vader, Carel Pieter Schenk (1877-1938), was houthandelaar en haar moeder, Catharina Röder (1887-1955), deed sociaal werk en was actief binnen de oecumenische beweging. Na de lagere school bezocht ze eerst de meisjes-HBS, vermoedelijk in Rotterdam. Vanaf 1926 studeerde ze Nederlands en geschiedenis aan de Rijksuniversiteit te Utrecht. In 1931 werd ze assistente van Pieter Geyl, hoogleraar Nederlandse geschiedenis in Londen. Ze werkte met hem aan de samenstelling van een gedenkboek over Willem de Zwijger (Willem van Oranje).
In 1933 werd ze als onderdeel van het Diets Studentenverbond secretaresse van de studentencommissie die een herdenking van de vierhonderdste geboortedag van Willem de Zwijger organiseerde. Haar belangstelling voor deze prins was door Geyl gewekt. Het doel was om een alternatieve herdenking te organiseren, omdat Willem volgens Schenk ten onrechte door het protestantse deel van het volk werd geclaimd. Tijdens de alternatieve herdenking spraken ook katholieken en socialisten.
Na haar afstuderen gaf ze enkele maanden les aan het Amsterdams Lyceum. De baan als lerares beviel haar echter niet en op 3 januari 1934 werd ze toegevoegd aan de redactie van Hervormd Amsterdam, het blad van de Amsterdamsche Vereeniging van Hervormden. De redactie stond onder leiding van J.B.Th. Spaan. Voor deze functie moest ze predikanten interviewen, artikelen schrijven over het werk van de Amsterdamse diaconie (later gebundeld uitgegeven in boekvorm onder de titel De Helpende Hand) en de opmaak van het blad verzorgen. In 1936 richtte Schenk samen met Spaan het weekblad Hervormd Nederland op. Dit tijdschrift werd na de Tweede Wereldoorlog overgenomen door de Nederlandse Hervormde Kerk.

### De Vrouw en haar Huis
In 1939 werd Magdalena Schenk hoofdredactrice van De Vrouw en haar Huis, een tijdschrift dat zich vooral richtte op de beter opgeleide, cultureel geïnteresseerde vrouwen. Vanaf dat moment noemde ze zichzelf onveranderd dra. M.G. Schenk. Ze behield de bestaande en geliefde rubrieken die haar voorganger Elis Rogge was begonnen, zoals de handwerkrubriek, de artikelen over huizenbouw en rubrieken over binnenhuisarchitectuur en mode. Toch wilde ze het blad ook vernieuwen. Onder leiding van Schenk behield het blad uiteindelijk de trouwe lezerskring en trok het tegelijkertijd een jonge generatie lezeressen aan. In 1971 stapte Schenk samen met ruim twintig medewerkers op uit protest tegen plannen van uitgeverij International Magazines/Strengholt om het blad te moderniseren.

### Verzetsvrouw
Tijdens de Tweede Wereldoorlog heeft Schenk meegewerkt aan verschillende illegale uitgaven, zoals de Geuzenliedboeken en de toespraken van koningin Wilhelmina. Schenk beluisterde de radiotoespraken van Wilhelmina en schreef zo goed mogelijk mee. Gebundeld zijn ze uitgegeven onder de titel De koningin sprak. Proclamaties en radiotoespraken van H.M. Koningin Wilhelmina gedurende de oorlogsjaren 1940-1945. Ook schreef ze samen met Jan Spaan anti-Duitse brochures en werd het illegale blad Vrij Nederland in haar huis gemaakt.

### Oranjegezinde republikein
Na de Tweede Wereldoorlog ging ze meer schrijven en publiceren over het koningshuis. Schenk probeerde in haar publicaties en interviews over het koningshuis steeds een zo nuchter mogelijk beeld over vorstelijke personen te geven. Ze nam daarbij geen blad voor haar mond. Haar bekendste werk is haar biografie over koningin Juliana, getiteld Juliana, vorstin naast de rode loper (1980), geschreven in samenwerking met haar nichtje Magdaleen van Herk. De publicatie leidde tot bommeldingen bij uitgeverij Elsevier en anonieme telefoontjes waarin de auteurs met de dood werden bedreigd.
Nadat ze haar werk als hoofdredactrice voor De Vrouw en haar Huis had neergelegd, stapte ze over naar de hoofdredactie van De Bejaarden. De naam van dit vaktijdschrift voor ouderenwerk veranderde ze meteen in Senior. Ze bleef hoofdredactrice tot 1985, daarna werd ze redactielid. Ook was ze destijds correspondente van de Engelse krant Daily Express.
Naast het redactie- en schrijfwerk dat ze heeft verricht, heeft Schenk ook een aantal bestuurlijke functies bekleed, onder andere in de Vereniging van Letterkundigen. Ze heeft ook veel vertalingen uitgebracht. Ze vertaalde vanuit het Engels en Duits. Ze wordt soms omschreven als een 'Oranjegezinde republikein', omdat ze op een congres in de Nieuwe Kerk haar negatieve oordeel over het koningschap had geuit, maar tegelijk Oranjegezind was.
Magdalena Geertruida Schenk overleed op 8 augustus 1991 in het Onze Lieve Vrouwe Gasthuis in Amsterdam, in de leeftijd van 84 jaar. Ze was Ridder in de Orde van Oranje-Nassau.

## Uitgaven (selectie)
- De koningin sprak (1945)
- Het boek voor grootmoeder (ca. 1955)
- Beatrix. Prinses der Nederlanden en jonge vrouw van Nederland (1960)
- Prins Bernhard (1961)
- Vorstenhuizen van onze tijd (1963)
- Juliana, vorstin naast de rode loper (1980)
- Een eeuw vorstinnen: honderd jaar vrouwen op de Nederlandse troon (1990)

- Biografisch Portaal: 01027656
- CiNii: DA16671515
- Digitale Bibliotheek voor de Nederlandse Letteren: sche123
- Gemeinsame Normdatei: 143587994
- International Standard Name Identifier: 0000 0001 1571 0775
- Library of Congress Control Number: no2008018933
- Nationale bibliotheek van Australië: 35959350
- Nationale Bibliotheek van Israël: 987007308318605171
- Nederlandse Thesaurus van Auteursnamen: 069071810
- Trove: 1163474
- Virtual International Authority File: 55560877
- WorldCat: E39PBJtMmvPY8pWh8qFjtWCYT3